# Clerodendrum tomentosum
Espèce
Classification phylogénétique
Clerodendrum tomentosum est une espèce de plantes à fleurs de la famille des Verbénacées, selon la classification classique, ou des Lamiaceae, selon la classification phylogénétique. C'est un arbuste ou un arbre originaire du nord et de l'est de l'Australie. On le trouve depuis Batemans Bay (35° S) au sud de la Nouvelle-Galles du Sud jusqu'à l'extrémité de la péninsule du cap York au nord du pays ainsi que dans le nord de l'Australie-Occidentale et du Territoire du Nord.

## Description
C'est un arbuste pouvant atteindre environ 15 m de haut avec un tronc de 25 cm de diamètre mais souvent beaucoup plus petit. Il est souvent multitige.
Le tronc est le plus souvent cylindrique, parfois évasé à la base. L'écorce est grise ou fauve, un peu écailleuse ou liégeuse sur les parties les plus basses. Les jeunes rameaux ont des lenticelles et sont duveteux et doux. les tiges terminales sont angulaires ou carrées en section transversale, gris brunâtre et parfois pourpre à l'extrémité.

## Galerie

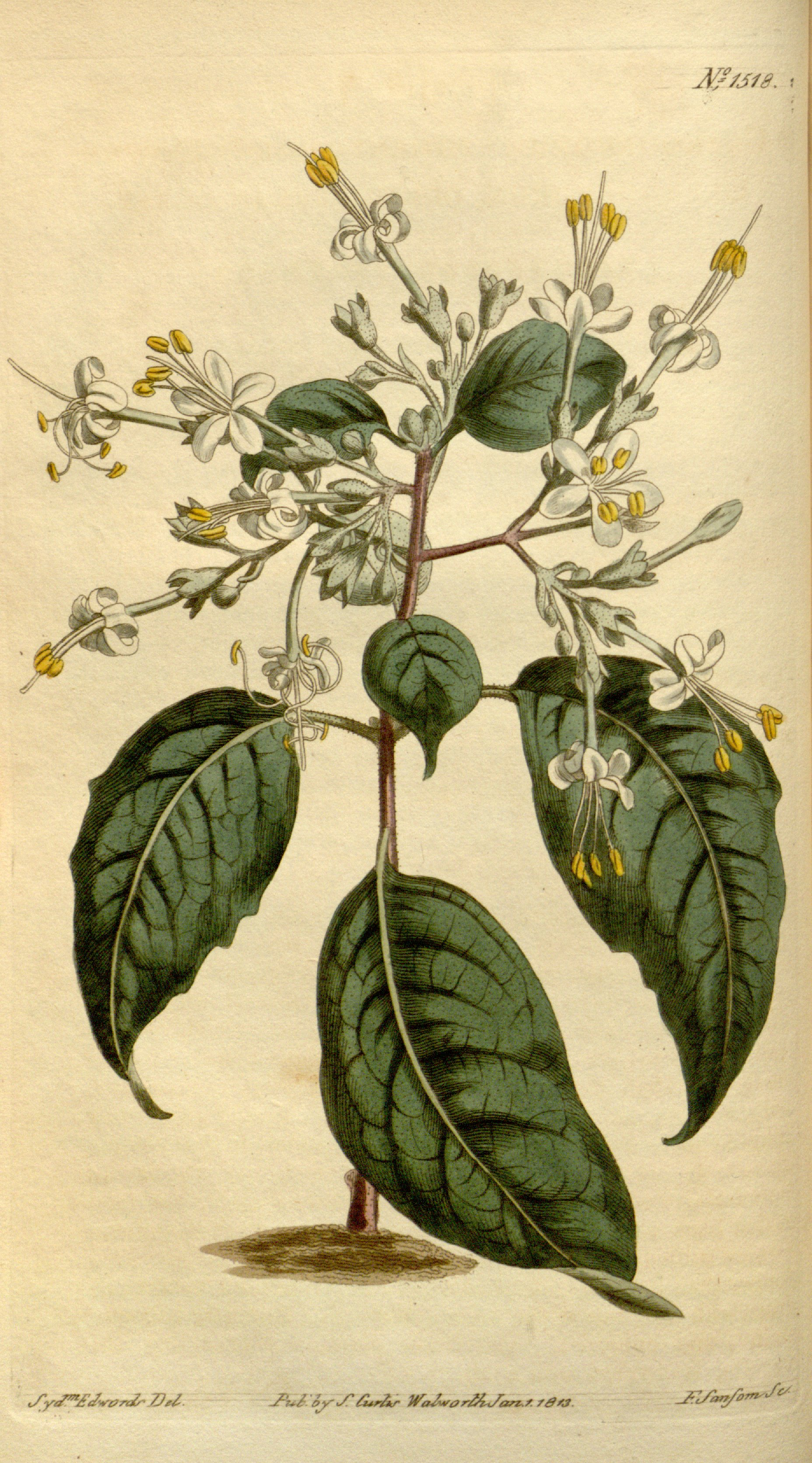
Planche botanique.